# Гул (село)
Гул (ингуш. ГӀул) — средневековый башенный посёлок в Джейрахском районе Ингушетии. Ныне покинутое селение, административно входит в сельское поселение Гули. Является родовым селом ингушского тайпа Гулой. На территории поселения имеется архитектурный комплекс «Гул», представленный множеством исторических объектов: 1 боевая башня, 8 жилых башен, а также 6 склеповых могильников и 1 святилище. В настоящее время данные объекты ингушской архитектуры и вся территория поселения входят в Джейрахско-Ассинский государственный историко-архитектурный и природный музей-заповедник и находятся под охраной государства.

## География
Гул расположен на правом склоне реки Гулойхи, под горами Харсакорт и Оргункорт. Находится на высоте 1890 м над уровнем моря. На юге Гул граничит через хребет с Хевсуретией (Грузия), на севере с Хай, на юго-востоке с Меши, на востоке с Кей, на западе с Цори.

### Часовой пояс
Селение Гул, как и вся Республика Ингушетия, находится в часовой зоне МСК (московское время). Смещение применяемого времени относительно UTC составляет +3:00.

## История
Гул — родовое селение тайпа Гулой, исторически входившее в состав Цоринского общества. Поселок Гул занимал важное стратегическое положение в горной Ингушетии. Оно включает в себя сильно поврежденные боевую и 8 жилых башен с различными пристройками, которые посредством каменной оборонительной стены были объединены в единый мощный замковый комплекс позднего средневековья. Каменная заградительная стена примыкала непосредственно к селению с южной стороны. Она имела широкие арочные запирающиеся ворота. Здесь постоянно дежурила хорошо вооруженная местная стража, контролирующая пролегавший участок важнейшей военно-транспортной, торговой магистрали («Дорогу ингушей») и ущелье в целом. За проход взималась определенная плата (орудием, тканями, металлами и др.). В стене были устроены боевые площадки, ниши, узкие бойницы для стрельбы и наблюдения. Сверху на стене размещались насухо (в несколько рядов) крупные камни, обычно сбрасываемые на осаждавших.
Из посёлка Гул ведут происхождение Гулоевы, Гулиевы, Хучбаровы, Базиевы, Бекботовы, Нагадиевы, Шаумиевы, являющиеся патронимиями ингушского тайпа Гулой. Многие их предки являлись воинами-наездниками, искусными охотниками (в частности, отлично владевшие т. н. «охотничьим языком») и умелыми животноводами. Вплоть до середины XIX века местные жители добывали свинцово-серебряные руды, которые использовались для приготовления пуль, украшений, часть из них шла на продажу или обмен с соседями.
По сведениям Чахкиева Д. Ю. именно здесь проживала легендарная Гули — знаменитая дева-воительница и наездница. Уроженцем селения Гул был также известный ингушский абрек Ахмед Хучбаров. Он на протяжении 26 лет осуществлял вооружённое сопротивление регулярным войскам и специальным частям НКВД, которые в годы высылки (1944—1956) зачищали горы от ингушей и чеченцев.
4 октября 2023 года в возрасте 85 лет ушёл из жизни последний житель с. Гул —  Бей-Али Нагадиев.

## Галерея

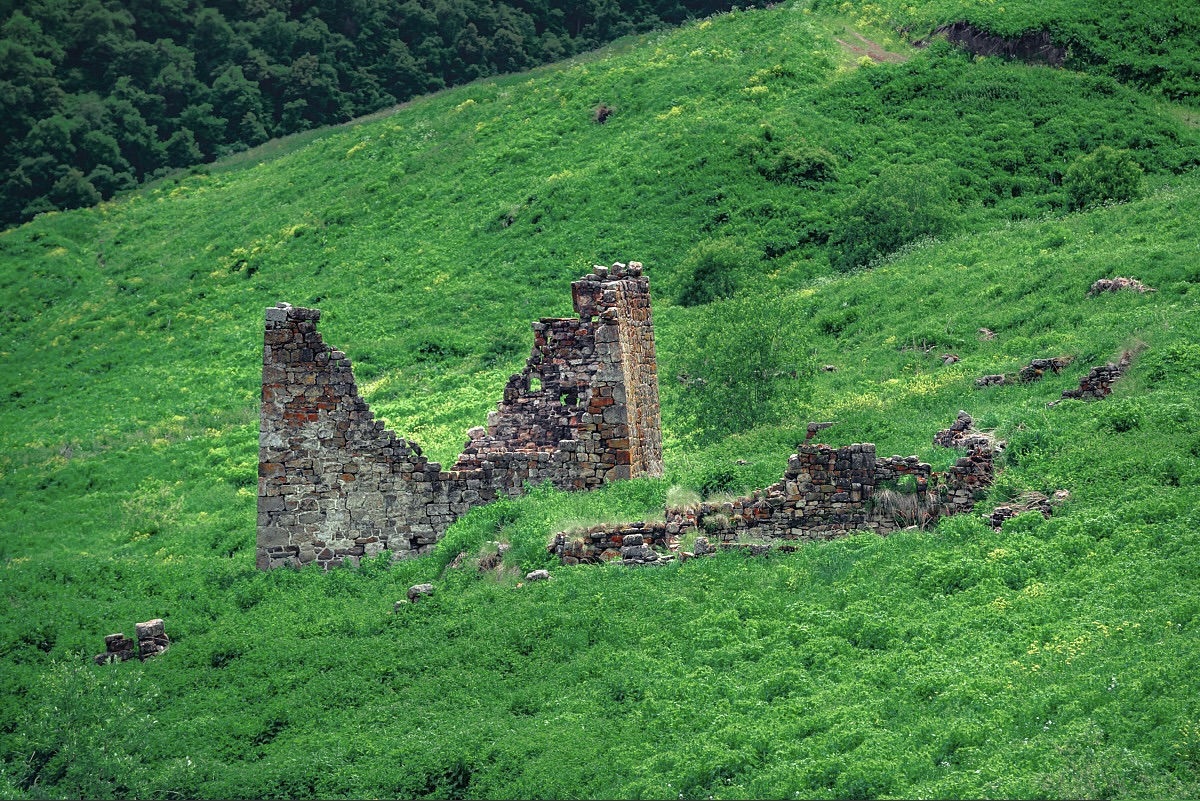
Развалины башен
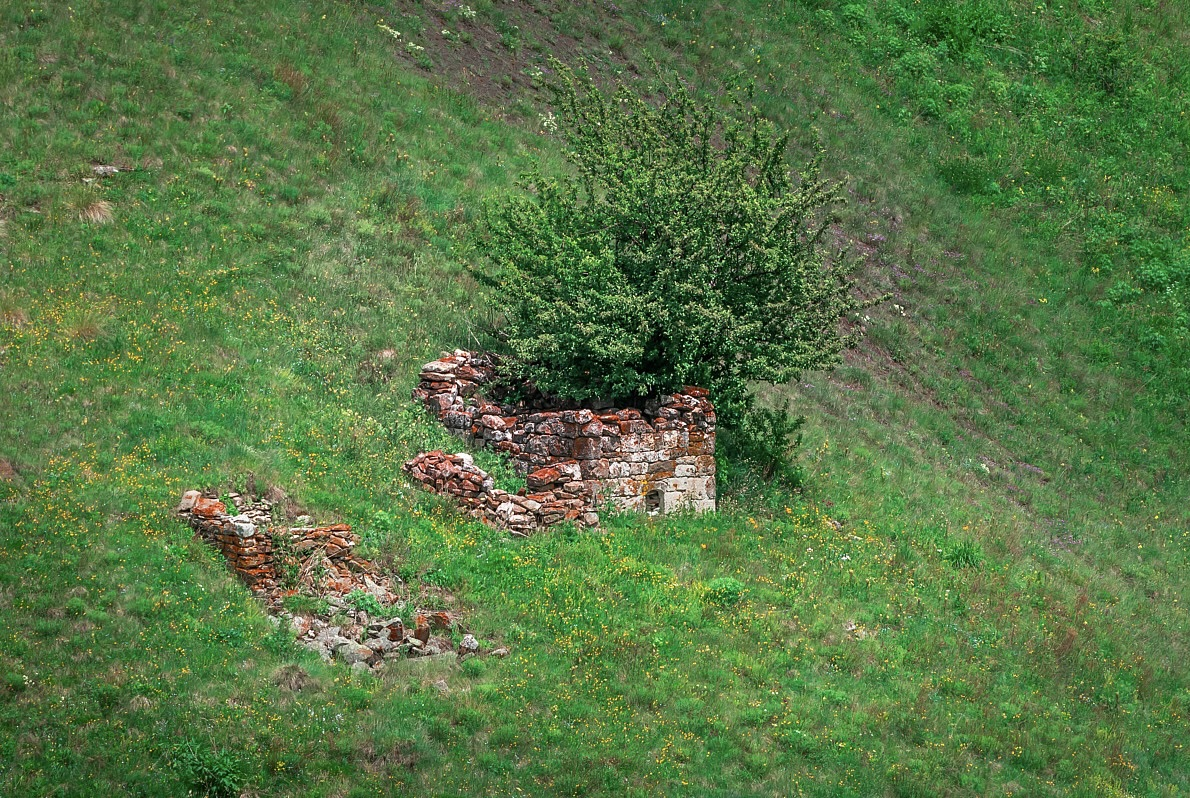
Склеповый могильник
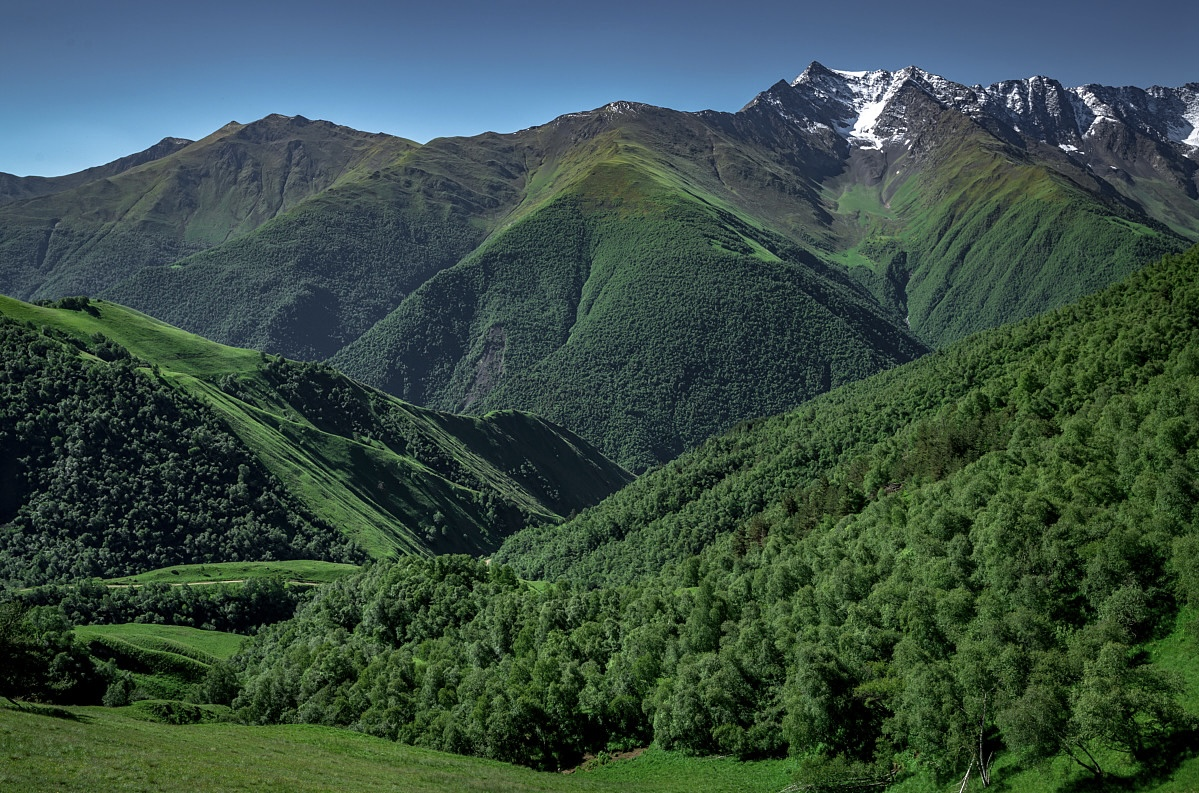
Дорога на Гул